# Heart Attack (Trey Songz)
Heart Attack è un brano musicale del cantante statunitense Trey Songz pubblicato il 26 marzo del 2012 come primo singolo d'anticipazione dell'album Chapter V.
Il singolo è stato nominato ai Grammy Awards 2013 nella categoria miglior canzone R&B, perdendo contro Adorn di Miguel.

## Il brano
Heart Attack è una ballata synth-pop ed R&B. Il brano è stato scritto interamente da Trey Songz, e prodotto da Benny Blanco e Rico Love. Il testo descrive il dolore provocato dalla faccia negativa dell'amore, descritto come un "attacco di cuore".

## Classifiche
| Classifica (2012) | Posizione massima |
| ----------------- | ----------------- |
| Australia         | 70                |
| Francia           | 136               |
| Regno Unito       | 28                |
| Stati Uniti       | 35                |
| Stati Uniti (R&B) | 3                 |